# 청구성심병원
청구성심병원(靑丘聖心病院)은 서울특별시 은평구 갈현동에 위치한 종합병원이다. 1977년 제 1대 병원장 이주택에 의해 개원하였다. 현재 규모는 201병상 (47실)이고, 직원수는 200여명이다.

## 연혁
- 1977년 12월 청구성심병원 개원
- 1980년 1월 종합병원 인가
- 1984년 4월 병원 증축 완공
- 1993년 9월 병원 3관 증축 완공
- 2007년 10월 외벽 및 1층 리모델링

## 축구단
2002년 5월 은평청구성심병원이라는 아마추어 축구팀을 창단하였고, 2007년 K3리그가 출범하자 참가하였다. 2008년 3월 팀명을 서울 파발 FC로 바꾸었으나, 2009년 1월  팀의 해체를 선언하였다.